# Parasteatoda celsadomina
Parasteatoda celsadomina là một loài nhện trong họ Theridiidae.
Loài này thuộc chi Parasteatoda. Parasteatoda celsadomina được Chuandian Zhu miêu tả năm 1998.